# FK Rodina Moscou
Pour les articles homonymes, voir Rodina (homonymie).
Maillots
Actualités
Le Futbolny klub Rodina, plus couramment appelé Rodina Moscou (en russe : «Родина» Москва), est un club de football russe basé à Moscou et fondé en 2015. 
Il évolue en deuxième division russe depuis la saison 2022-2023.

## Histoire
Le Rodina prend initialement la forme d'une académie créé en collaboration avec une école de football locale Chkola miatcha (littéralement « école du ballon ») et n'aligne alors que des équipes de jeunes. En 2015, une première équipe senior est brièvement mise en place. Celle-ci évolue dans un premier temps au niveau amateur, passant sa première année dans le championnat de Moscou avant de disputer le championnat national amateur (quatrième division) en 2016. Le club décide par la suite de se reconcentrer sur son académie.
L'équipe senior est ré-établie trois ans plus tard en 2019 tandis que le Rodina intègre la troisième division professionnelle. En 2022, le club termine premier de son groupe et accède à la deuxième division.
Pour sa première saison au deuxième échelon, le Rodina connaît une première moitié d'exercice compliquée qui la voit lutter pour se maintenir. Après la trêve hivernale de mi-saison, il affiche une forme exceptionnelle qui lui permet de grimper au classement jusqu'à se classer cinquième au terme de la saison. Cette position lui permer de disputer le barrage de promotion en première division, profitant alors de l'inéligibilité de l'Alania Vladikavkaz. Opposé au Pari Nijni Novgorod, le Rodina échoue finalement à la montée, s'inclinant 3-0 à domicile au match aller avant de ne s'imposer que 2-0 au match retour à l'extérieur, pour un score cumulé de 3-2 en faveur des Nijégorodiens.

## Bilan sportif

### Palmarès
- Championnat de Russie de troisième division
  - Vainqueur du groupe 3 : 2022.

### Bilan par saison
| Saison    | Championnat         | Championnat         | Championnat         | Championnat         | Championnat         | Championnat         | Championnat         | Championnat         | Championnat         | Championnat         | Coupe de Russie     |
| Saison    | Division            | Pos                 | Pts                 | J                   | V                   | N                   | D                   | BP                  | BC                  | Diff                | Coupe de Russie     |
| --------- | ------------------- | ------------------- | ------------------- | ------------------- | ------------------- | ------------------- | ------------------- | ------------------- | ------------------- | ------------------- | ------------------- |
| 2016      | 4e Moscou           | 6e                  | 59                  | 28                  | 19                  | 2                   | 7                   | 77                  | 33                  | +44                 | —                   |
| 2017-2018 | Championnats jeunes | Championnats jeunes | Championnats jeunes | Championnats jeunes | Championnats jeunes | Championnats jeunes | Championnats jeunes | Championnats jeunes | Championnats jeunes | Championnats jeunes | Championnats jeunes |
| 2019-2020 | 3e Ouest            | 8e                  | 22                  | 17                  | 6                   | 4                   | 7                   | 27                  | 31                  | -4                  | 128es de finale     |
| 2020-2021 | 3e Groupe 2         | 7e                  | 45                  | 30                  | 12                  | 9                   | 9                   | 59                  | 46                  | +13                 | Phase de groupes    |
| 2021-2022 | 3e Groupe 3         | 1er                 | 49                  | 22                  | 15                  | 4                   | 3                   | 44                  | 19                  | +25                 | 128es de finale     |
| 2022-2023 | 2e                  | 5e                  | 50                  | 34                  | 13                  | 11                  | 10                  | 42                  | 38                  | +4                  | 16es de finale      |

Légende
- Promotion en division supérieure
- Relégation en division inférieure

## Entraîneurs
La liste suivante présente les différents entraîneurs du club.
- Denis Laktionov (juillet 2019-décembre 2020)
- Aleksandr Paktionov (avril 2021-juin 2021)
- Denis Boïarintsev (juin 2021-juin 2022)
- Dmytro Parfenov (juin 2022-octobre 2023)
- Franc Artiga (depuis octobre 2023)